# Enchanted Princess
Die Enchanted Princess ist ein Kreuzfahrtschiff der Carnival Corporation, das 2021 für die Marke Princess Cruises in Dienst gestellt wurde. Sie ist das fünfte Schiff der aus insgesamt sechs Einheiten bestehenden Royal-Klasse.

## Geschichte
Das Schiff wurde auf der Fincantieri-Werft in Monfalcone gebaut. Im März 2015 vereinbarte die Carnival Corporation mit der italienischen Fincantieri-Werft den Bau von fünf Kreuzfahrtschiffen mit Ablieferung 2019 bis 2022. Über vier dieser Schiffe wurde im Dezember eine weitere Vereinbarung unterzeichnet und bei der festen Bestellung am 2. April 2016 auch der Bau eines weiteren Schiffes für Princess Cruises bekanntgegeben.
Im August 2018 wurde der Name des Schiffes mit Enchanted Princess bekanntgegeben. Am 6. August 2019 wurde das Schiff von Fincantieri zu Wasser gelassen und der Innenausbau begann. Princess Cruises wiederholte die Zeremonie am 17. September.
Im April 2020 gab Princess Cruises bekannt, dass sich die Ablieferung des Schiffes verzögern werde, nachdem Fincantieri aufgrund der COVID-19-Pandemie für sechs Wochen die Arbeiten am Schiff einstellen musste. Die für den 30. Juni in Southampton angesetzte Taufe sowie alle Reisen bis Ende Juli, darunter die ab dem 15. Juni geplante Jungfernfahrt, wurden abgesagt. Nach der Wiederaufnahme des Baus konnte das Schiff Anfang Juli erfolgreich die Probefahrten während der Sea Trials abschließen. Am 30. September 2020 übernahm die Reederei das Schiff in Monfalcone.
Die Jungfernfahrt des Schiffes begann am 10. November 2021 von Port Everglades aus. Parallel ließ Princess Cruises verlauten, dass das Schiff am 13. Dezember getauft werden solle. Als Taufpatinnen wurden Ende November Lynn Danaher, Vicki Ferrini und Jenifer Austin, drei Mitglieder des Explorers Club aus New York City, bekanntgegeben. Die Taufe fand an besagtem Tag als Teil eines Live-Events mit dem Titel Our World, Enchanted statt.

## Technik und Ausstattung
Das Schiff ist 330 Meter lang, 38,4 Meter breit und mit 145.281 BRZ vermessen. Die maximale Passagierzahl beträgt 3.600 bei 1.346 Besatzungsmitgliedern.
Das Schiff verfügt über 1780 Kabinen für insgesamt 3660 Passagiere. Auf den insgesamt 18 Decks, davon 14 Passagierdecks, befinden sich acht Restaurants, zehn Bars, mehrere Lounges, ein Theater, ein Spa- und Wellness-Bereich sowie vier Swimming- und zehn Whirlpools.